# Syntomodrillia woodringi
Syntomodrillia woodringi é uma espécie de gastrópode do gênero Syntomodrillia, pertencente a família Drilliidae.